# Conza della Campania
Conza della Campania község (comune) Olaszország Campania régiójában, Avellino megyében.

## Fekvése
A megye délkeleti részén fekszik. Határai: Andretta, Cairano, Caposele, Castelnuovo di Conza, Morra De Sanctis, Pescopagano, Sant’Andrea di Conza és Teora.

## Története
A település az ókori, hirpinusok által alapított Compsa helyén alakult ki. A várost i. e. 216-ban Hannibal seregei foglalták el, majd később a rómaiak. A középkor során hűbéri birtok volt. A 19. században nyerte el önállóságát, amikor a Nápolyi Királyságban felszámolták a feudalizmust. Az 1980-as földrengés során a település teljesen elpusztult, de újjáépítették 5 km-rel távolabb. A régi Conza „szellemvárosának” romjai ma is láthatók.

## Népessége
A népesség számának alakulása:

## Főbb látnivalói
- a középkori Conza „szellemvárosa”
- Castello (a középkori vár romjai)
- Santa Maria degli Angeli-templom
- Madonna del Rosario-templom
- Palazzo Carafa
- Compsa régészeti park